# Сърцето никога не греши
Сърцето никога не греши (на испански: El corazón nunca se equivoca) е мексиканска теленовела от 2019 г., режисирана от Алисия Карбахал и Аурелио Авила и продуцирана от Хуан Осорио за Телевиса. Теленовелата е разклонение на Съпругът ми има семейство. Историята се занимава с въпроси като хомосексуализма, депресията, самоубийството, тормоза и хомофобията.
В главните роли са Емилио Осорио и Хоакин Бондони.

## Сюжет
Аристотел Корсега и Куаутемок Лопес са гаджета, които решават да се преместят от Оахака в столицата Мексико, за да започнат университетската си кариера, където в същото време трябва да се борят срещу трудното и предубедено мексиканско общество, за да живеят спокойно.

## Актьори
- Емилио Осорио - Аристотел „Арис“ Корсега Кастаниеда
- Хоакин Бондони - Куаутемок „Темо“ Лопес
- Николас Кабайеро - Диего Ортега
- Але Мюлер - Карлота Сервантес Рейносо
- Сианг Чонг - Тиаго
- Бруно Сантамария - Андрес Сервантес Рейносо
- Летисия Калдерон - Елса Рейносо
- Серхио Сендел - Убалдо Ортега
- Елена Рохо - Дора Ортега
- Нурия Бахес - Нора Ортега
- Арат де ла Торе - Франсиско „Панчо“ Лопес
- Силвия Пинал - Имелда Сиера де Корсега
- Лаура Флорес - Соледад де Ортега
- Едуардо Баркин - Матео Симански
- Виктор Гонсалес - Олегарио Сервантес
- Лаура Вигнати - Даниела Корсега Гомес
- Габриела Платас - Амапола „Полита“ Кастаниеда
- Алисон Коронадо - Ана Гуадалупе „Лупита“ Лопес Тревиньо
- Емилиано Васкес - Хулио Лопес Тревиньо

## Продукция
След финала на Съпругът ми има по-голямо семейство, Хуан Осорио обявява, че ще продуцира разклонение с персонажите Аристотел и Темо, които ще бъдат главните герои. Снимките на теленовелата започват на 6 април 2019 г., и ще се състои от 20 епизода.

## Премиера
Премиерата на Сърцето никога не греши е на 24 юни 2019 г. по Las Estrellas. Последният 26 епизод е излъчен на 26 юли 2019 г.